# Mimudea umbriferalis
Mimudea umbriferalis là một loài bướm đêm trong họ Crambidae.